# Stojan Knežević
Stojan Knežević (Split, 6. prosinca 1923. – Zagreb, 25. srpnja 2009.), hrvatski liječnik, internist gastroenterolog, hrvatski pjesnik.

## Životopis
Rođen u Splitu. U Zagrebu diplomirao 1951. i doktorirao 1963. godine disertacijom Problemi dijureze kod dekompenziranih jetrenih bolesnika: (ciroza jetre). Specijalizirao internu medicinu. Radio u Zagrebu u bolnici Rebro na Internoj klinici od 1957. do 1989. godine. Na toj je klinici bio pročelnik Zavoda za gastroenterologiju. Na Medicinskom fakultetu u Zagrebu bio redovni profesor. Istraživao cirozu i rak jetre, ulkusnu bolest i kronične upalne bolesti crijeva. Predsjedavao Zborom liječnika Hrvatske od 1965. do 1974. i Medicinskom akademijom Hrvatske od 1983. do 1992. godine. Objavio medicinske eseje na temu medicine i etike.
Bio je član Hrvatskog društva književnika i Hrvatskog gastroenterološkog društva.

## Djela
Objavljene knjige:
- Novi zbor, dostignuće i poticaj, 1974.
- Tri medicinska eseja i šest ulomaka iz drugih pokušaja, 1975.
- Čovjek je vidik svijeta, 1976.
- San je java snena, 1977.
- Etika i medicina; etičko u medicini i medicinsko u društvu, 1979.
- Ulkusna bolest, 1979.
- Plaveti dodirnutog mora: pjesme, 1981.
- Medicinske razglednice: popularno-znanstveni eseji, 1984.
- Slike koje pamtim, 1988.
- Moje dvorište u ratu i oko njega, 2001.

Tematski je obrađen u monografiji Liječnici pisci u hrvatskoj književnosti od Dimitrije Demetra do danas prirediteljice Ane Batinić. Heda Piliš je uglazbila Kneževićeve stihove u Pet pjesama : za glas i klavir.